# Lotería de Santa Fe
Lotería de Santa Fe es un organismo perteneciente al Ministerio de Economía de la Provincia de Santa Fe (Argentina). Su misión es la de desarrollar, administrar y controlar cualquier sistema de juego de azar con el propósito de satisfacer las necesidades del público apostador, canalizando dicha actividad y garantizando el contralor estatal del juego, para generar recursos que sean aplicados por los organismos competentes a obras de acción social y bien común. 
Lotería de Santa Fe es un organismo reconocido por su prestigio, dinamismo, confiabilidad y liderazgo en el ámbito de su actuación, para procurar siempre el más alto nivel competitivo a partir de la plena satisfacción de sus clientes y el logro de los máximos objetivos solidarios.

## Historia
La lotería de Santa Fe fue creada en 1938 en el marco de un plan general de creación de hospitales y organización de la asistencia social. El primer sorteo se realizó el 7 de octubre de 1938 a través de un extracto de la lotería nacional.
En 1982 se realiza el primer sorteo de la Quiniela de Santa Fe. Estos juegos debieron competir con las quinielas clandestinas, fuertemente arraigadas en la provincia. Para esto se recorrió a distintas medidas comerciales y tecnológicas, como la incorporación de sistemas electrónicos para realizar las apuestas. 
A mediados de 1988 se implementa un nuevo juego denominado Quini 6 y de forma inédita en el país, los sorteos son televisados en directo a través de un canal de aire. Este juego, que en un primer momento solo se comercializaba en Santa Fe y Entre Ríos, tuvo mucho éxito y al poco tiempo fue lanzado a nivel nacional gracias a convenios interjurisdiccionales celebrados con el resto de las Provincias y con Lotería Nacional.
En 2004 se puso en marcha un proyecto de renovación de la institución que incluyó una nueva Sala de Sorteos y oficinas y nuevas instalaciones para la Delegación Rosario. También se creó un Departamento Comercial y una red para supervisar y controlar las agencias y sub-agencias oficiales. Este proceso tuvo como resultado importantes aumentos en la recaudación de la institución, lo que permitió un aumento en las utilidades que se distribuyen a organismos oficiales.

## Juegos administrados por la Lotería de Santa Fe
- Lotería. Es el más antiguo de la institución. Se emiten billetes semanales con numeración única del 00.000 al 59.999.
- Lotería Chica, una versión a escala de la Lotería, con una emisión de 10 000 billetes.
- Quini 6, un juego poceado; de modo que el monto del premio es variable en relación con lo recaudado. Cuando no hay ganadores, el pozo se acumula al del próximo sorteo.
- Brinco], Similar al Quini 6 pero con más premios para los boletos con menos aciertos.
- Quiniela, el juego de azar más ampliamente difundido en el país.
- Tómbola Santafesina, Es un juego bancado que presenta una estructura de premiación fija.
- Poceada Federal, lanzado en 2010. Se comercializa con frecuencia diaria en Santa Fe y Entre Ríos.